# デンテューダ (潜水艦)
デンテューダ (USS Dentuda, SS-335) は、アメリカ海軍の潜水艦。バラオ級潜水艦の一隻。艦名はスペイン語で「歯が大きい」という意味合いの形容詞で、サメやニベ、アナゴ、カラシンなど多種多様の肉食魚を指す。アメリカ公文書ではアオザメを由来と見なしている。

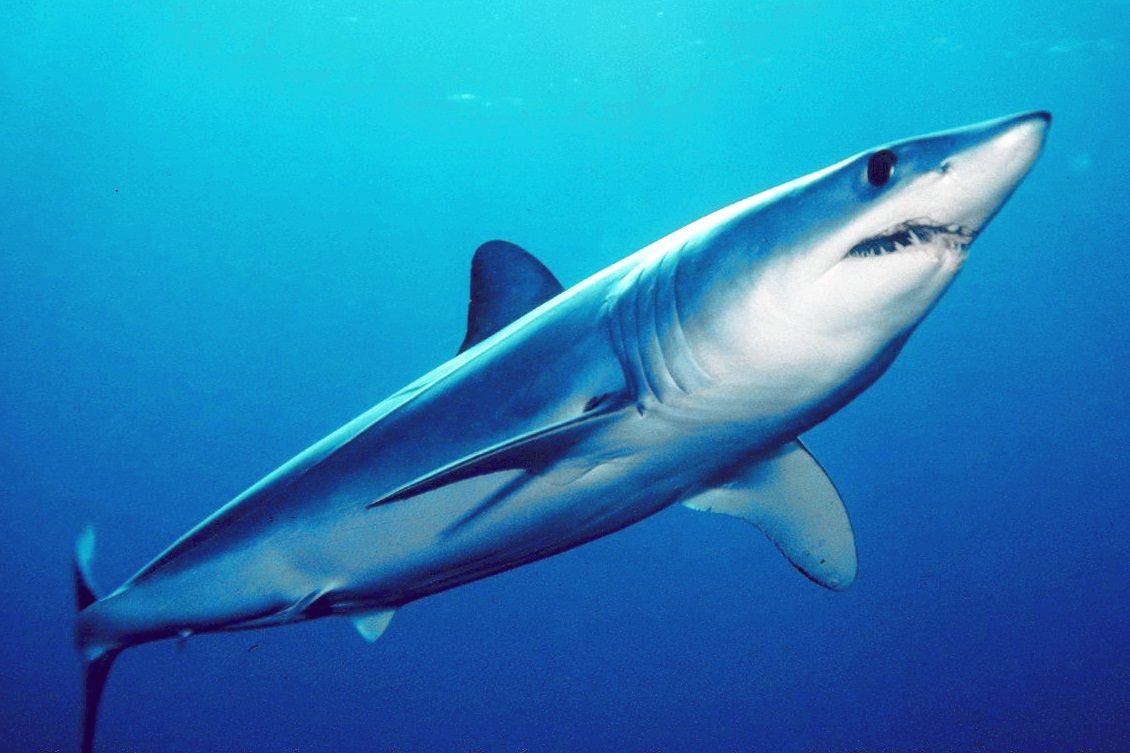
アオザメ（キューバ通称Dentuda）

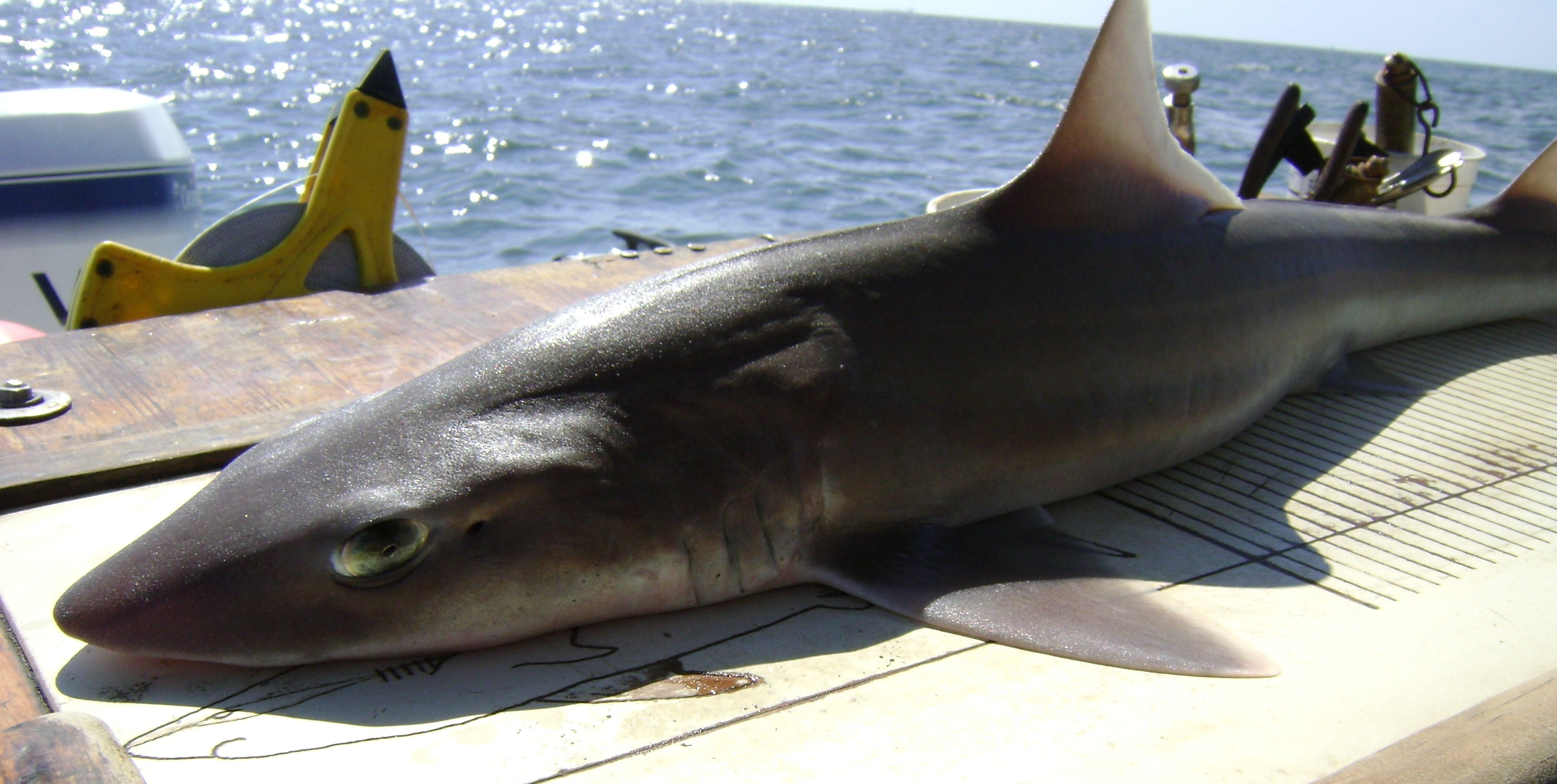
ダスキー・スムースハウンド（ニカラグア通称Musola dentuda）

## 艦歴
当初はウバザメのカリフォルニア州での現地名に因みカピドリ (Capidoli) の艦名で建造される予定であったが、1942年9月24日にデンテューダと改名される。デンテューダは1943年11月18日にコネチカット州グロトンのエレクトリック・ボート社で起工する。1944年9月10日にT・W・ホーガン夫人によって進水し、12月30日に艦長ジョン・S・マケイン・ジュニア中佐（アナポリス1931年組）の指揮下就役した。マケインの父はジョン・S・マケイン・シニア大将（アナポリス1906年組）、息子は海軍出身で、2008年アメリカ合衆国大統領選挙での共和党大統領候補となったジョン・マケイン3世（アナポリス1958年組）である。デンテューダの調整は大西洋艦隊潜水艦部隊の実験任務のため2か月間に延長された。任務終了後、デンテューダは1945年4月5日に太平洋に向けて出航し、5月10日に真珠湾に到着した。

### 哨戒
5月29日、デンテューダは最初の哨戒で東シナ海および台湾方面に向かった。サイパン島タナパグ湾に寄港して燃料を補給したあと、哨区に到着。
6月18日、デンテューダは北緯31度55分 東経126度48分 / 北緯31.917度 東経126.800度の男女群島近海で2つの目標を探知し、浮上して相手が監視艇であることを確認ののち、5インチ砲などの砲撃で2隻とも撃沈した。この目標は、特設監視艇「麗光丸」（日本海洋漁業、88トン）と「平和丸」（日本海洋漁業、88トン）であった。
6月26日には北緯25度45分 東経120度32分 / 北緯25.750度 東経120.533度の地点で「伊号クラス潜水艦」を発見し、魚雷を4本発射したが命中しなかった。
7月4日未明、デンテューダは北緯26度09分 東経119度54分 / 北緯26.150度 東経119.900度の地点で3,000トンから4,000トン級と推定される輸送船を発見して魚雷を3本発射、2本が命中して1本は海岸に当たって爆発した。
7月12日には、北緯26度06分 東経119度45分 / 北緯26.100度 東経119.750度の馬祖島近海で7月4日に攻撃したものと同じ輸送船を発見し、魚雷を3本発射して2本を命中させた。デンテューダはこの4,000トン級輸送船の撃沈を報じたが、戦後の調査では輸送船撃沈は認められなかった。7月29日、デンテューダは58日間の行動を終えてグアム島アプラ港に帰投した。
デンテューダの唯一の哨戒は「成功」として記録された。また、沖縄戦への貢献で1個の従軍星章を受章した。

### 戦後
デンテューダは1946年1月3日まで真珠湾に留まり、その後帰国の途に就く。1月8日にサンフランシスコに到着した。その後、クロスロード作戦での試験艦として第1統合任務部隊に配属されたデンテューダは1946年2月14日に真珠湾に到着し、5月22日にビキニ環礁に向けて出航した。デンテューダは実験任務を無事完了し、9月5日に真珠湾に帰還した。10月7日にメア・アイランド海軍造船所に向けて出航し10月14日に到着する。デンテューダは1946年12月11日に退役し、第12海軍区の訓練艦として配属された。デンテューダは1967年6月30日に除籍され、1969年2月12日にスクラップとして売却された。